# Дешахт, Оливье
Оливье́ Деша́хт (нидерл. Olivier Deschacht; 16 февраля 1981, Гент, Бельгия) — бельгийский футболист, игравший на позиции левого защитника. Выступал за сборную Бельгии.

## Карьера
Воспитанник клуба «Андерлехт». В 1997—2001 годах играл за дубль «пурпурно-белых», а в 2001 году тогдашний главный тренер клуба Эме Антёнис дал ему возможность дебютировать за основную команду, где он играл до 2018 года. Также выступал за сборную Бельгии.

## Достижения
- Чемпион Бельгии (8): 2004, 2006, 2007, 2010, 2012, 2013, 2014, 2017
- Обладатель Кубка Бельгии: 2008
- Обладатель Суперкубка Бельгии (7):2006, 2007, 2010, 2012, 2013, 2014, 2017

## Личная жизнь
Женат на Аннелин Коревитс. У пары двое детей: дочь Елена (08.04.2011) и Луис (05.06.2015).